# أذرينرجي
 تعد أذرينرجي (شركة مساهمة أذربيجان) أكبر منتج للطاقة الكهربائية في جمهورية أذربيجان. كما أنها تحتفظ بأكبر شبكة توزيع في الدولة، على الرغم من خصخصة شبكات الطاقة الإقليمية. أعيد إنشائها كشركة مساهمة أذرية مملوكة للدولة في عام 1996، بموجب مرسوم من الرئيس حيدر علييف.

## روابط خارجية
- الموقع الرسمي